# Języki algonkiańskie
Języki algonkiańskie, języki algonkińskie – wielka rodzina języków w Ameryce Północnej, którymi posługują się ludy algonkiańskie. Są zaliczane do rodziny algijskiej. Dzielą się na kilka mniejszych zespołów.

## Klasyfikacja języków algonkiańskich
języki algijskie
języki algonkiańskie
języki algonkiańskie równinne
arapaho
szejeński
siksika (język Czarnych Stóp)
języki środkowoalgonkiańskie (algonkiańskie centralne)
kikapu (język Kikapów)
kri (kontinuum dialektów kri-montagnais-naskapi)
menomini
mesquakie (język Sauków i Lisów)
miami-illinois †
odżibwe
algonkin
potawatomi
szauni
języki wschodnioalgonkiańskie
abenacki
abenacki wschodni †
abenacki zachodni
lenape (delaware)
język Mohikanów †
malecite
massachusett †
mikmak
nanticoke †
pamlico †
powhatan †

## Cechy charakterystyczne
Do cech charakterystycznych języków algonkiańskich należy występowanie obwiatywu – czwartej osoby w odmianie czasownika (istniejącej ponadto jeszcze w językach eskimoskich). Oprócz tego języki tej rodziny cechuje też rozróżnienie pierwszej osoby liczby mnogiej na „my inkluzywne” i „my ekskluzywne”, np. w języku odżibwe giinawind = 'ja (my) wraz z tobą', ale: niinawind = 'my bez ciebie' (zob. osoba). Tę drugą cechę języki algonkiańskie dzielą jednak z wieloma innymi językami rdzennej ludności obu Ameryk (a także z niektórymi innymi rodzinami językowymi świata).